# Musikaliska grundelement
De musikaliska grundelementen eller de musikaliska elementen brukar anses vara rytm, melodi, harmoni, kontrapunkt och struktur. Begreppet används oftast när man analyserar musik inom musikteorin.